# Alexander Zeiß

Alexander Zeiß 1914

Alexander Zeiß, auch Alexander Zeiss (* 8. August 1861 in Horn; † 10. Februar 1938 in Schwalenberg) war ein deutscher reformierter Pfarrer und Landtagsabgeordneter.

## Leben
Zeiß war der Sohn des Pastors, Malers und Lehrers Emil Zeiß. Alexander Zeiß wurde 1884 Pfarrgehilfe bei seinem Großvater Wilhelm Zeiß in Schwalenberg. 1885 wurde er dort Pastor, und blieb bis zum Ruhestand im Jahre 1934 im Amt.
Er verband sein seelsorgerisches mit sozialem Engagement. 1895 initiiere er die Gründung des christlichen Ziegler-Gewerkverein. Die lippischen Arbeiter verdingten sich vielfach als Wanderziegler. Zeiß erwarb sich mit diesem Engagement den Beinamen „Zieglerpastor“.
Zeiß gründete 1902 den Heimatschutzverein Schwalenberg und initiierte die jährlichen Heimatspiele. Er förderte auch die Bildung. Die Schulen in Schwalenberg, Brakelsiek und Lothe gingen auf seine Initiative zurück.

## Politik
Bei einer Nachwahl am 31. März 1900 im IV. Wahlkreis der 3. Klasse wurde er in den Landtag Lippe gewählt. Der parteilose Zeiß erhielt 964 oder 67,6 % der Stimmen im Wahlkreis. Auch bei den folgenden Wahlen gewann er als sozialliberaler Kandidat jeweils das Mandat bis 1918 nach der Novemberrevolution allgemeine und gleiche Wahlen eingeführt wurden. Im Landtag schloss er sich der linksliberalen Fraktion der  Lippischen liberalen Volkspartei von Adolf Neumann-Hofer an.

## Ehrungen
Die Schule in Schwalenberg trägt den Namen Alexander-Zeiß-Grundschule. 